# CapAcadie.com
Pour les articles homonymes, voir Acadie (homonymie).
 (octobre 2016).
CapAcadie.com est un ancien portail dont le siège social se situait à Caraquet, au Nouveau-Brunswick. Il était la plateforme Web du quotidien L'Acadie nouvelle et avait pour but de regrouper en un seul lieu un maximum de ressources d'informations, d'échanges et de promotion pour les Acadiens et francophones du Canada Atlantique et d'ailleurs. Le portail n'existe plus et renvoie actuellement vers le site de L'Acadie nouvelle.

## Histoire
En 1997, Nadine Léger crée et met en ligne le portail CapAcadie.com, dans le cadre d'un projet universitaire, alors qu'elle étudie en communication graphique à l'Université Laval. Dès son ouverture, le site se démarque en offrant aux visiteurs une vision avant-gardiste de l'Acadie sur Internet. 
La même année, UNI Coopération financière met en ligne son site corporatif ainsi que le portail Acadie.net. 
À la suite d'un effort concerté de développement, CapAcadie.com est redessiné et remis en ligne le 18 janvier 2000. Il compte alors une toute nouvelle interface graphique intégrée dans le système de gestion centralisé de contenu NetworkCentrix de BMG Consultants inc.
Le 22 mai 2000, l'équipe de CapAcadie.com accueille avec fierté le quotidien provincial L'Acadie nouvelle parmi ses partenaires médiatiques. 
En l'an 2000, Acadie.net crée Promenade Acadie, le premier site d'achats en ligne en Acadie. Deux ans plus tard, Acadie.net développe le Guide de l'Acadie, un site Web réunissant des articles sur l'histoire, la culture et les communautés acadiennes. 
À la fin de l'année 2007, Les Éditions de L’Acadie nouvelle (1984) ltée et la firme de marketing intégré Bristol annoncent qu’ils allient leurs efforts afin de créer CapAcadie Inc., une nouvelle entreprise de média interactif qui vise à faire du populaire CapAcadie.com un site plus dynamique. CapAcadie.com, alors copropriété de L'Acadie nouvelle, devient sa plateforme Web officielle.
Le 21 janvier 2009, la Fédération des Caisses populaires acadiennes lègue Acadie.net à CapAcadie.com. Les deux sites s'unissent afin de créer une tribune d’échange d’information et un forum de promotion et d’expression pour les communautés acadiennes et francophones de l’Atlantique. À cette date, CapAcadie.com effectue le lancement de son nouveau site. Le tout se déroule à l'aube du Congrès Mondial Acadien 2009.

## Contenu
Le site dispose de plusieurs sections, affichées sur la page d'accueil. La section information reprend principalement les manchettes de L'Acadie nouvelle. Certaines nouvelles sont aussi tirées de leurs partenaires journaux (La Voix acadienne, Le Moniteur acadien, Le Front, Le Gaboteur et Le Courrier de la Nouvelle-Écosse), d'agence de presse ainsi que de certains de leurs partenaires radios (CJSE, CFBO, CFAI et CKLE). 
Autres outils et contenus
- Blogues

Le site offre à ses utilisateurs un espace 'Blogue'. Cet espace de création est accessible à tous. Certains des blogues les plus intéressants, dont celui de Carol Doucet et de Marc Bauloye, sont placés en primeur sur le site.
- Nécrologies

CapAcadie publie quotidiennement les nécrologies de L'Acadie nouvelle.
- Mes Activités

Le 'Calendrier des activités' est un outil accessible à tous qui permet aux utilisateurs de publier les dates des activités se déroulant en Acadie. Les activités à venir sont toujours publiées dans la rubrique Calendrier, sur la page d'accueil.
- CapTV

Voir section 'La Vraie Télé Acadienne'.
- CapPhoto

CapPhoto est la plateforme photo de CapAcadie.com. Elle permet aux utilisateurs de partager leurs plus beaux clichés avec l'Acadie, et ce, tout à fait gratuitement. De plus, les photos téléchargées sur CapPhoto pourront se voir publiées dans la rubrique régulière « CapPhoto » de L'Acadie nouvelle.
- NosChampions

NosChampions est un outil de partage de photos, tout comme CapPhoto, mais réservé exclusivement aux exploits sportifs. NosChampions a pour but de donner une visibilité accrue aux jeunes athlètes amateurs sur la scène sportive acadienne. De plus, les photos téléchargées sur NosChampions pourront se voir publiées dans la rubrique régulière « NosChampions » de L'Acadie nouvelle.
- Radios

CapAcadie.com offre à ses utilisateurs la chance d'écouter en direct leurs stations de radios préférées à partir de leur ordinateur. Les stations de radios partenaires sont les suivantes : CHQC, CKRO, CKLE, CKMA, CKUM, CIMS, BOFM, CKJM, CFAI.
- L'enjeu de l'heure

Un sondage quotidien est affiché sur la page principale. Cette question du jour est toujours choisie selon l'actualité. 
- Divers

La section 'Divers' regroupe les concours, les résultats des tirages de Loto Atlantique et les horoscopes. 
- Météos

CapAcadie affiche une rubrique des prévisions météorologiques de toutes les régions du Nouveau-Brunswick. 
- Carte des Acadiens

La carte des Acadiens est  un outil qui a pour but de localiser géographiquement sur une carte du globe  tous les endroits où vivent des Acadiens.
- Mes Petites annonces

CapAcadie.com offre un service gratuit de petites annonces. Les utilisateurs peuvent y mettre à vendre tout ce qui bon leur semble, que ce soit de la marchandise, des véhicules ou des biens immobiliers. Ils peuvent aussi proposer leur service, afficher des offres d'emploi ou bien formuler des souhaits à leurs proches. Ce service est très populaire: près de 2,500 petites annonces sont affichées chaque jour. De plus, toutes les petites annonces payantes de L'Acadie nouvelle se retrouvent en primeur sur le site.

## CapTV - La Vraie Télé Acadienne
CapTV - La Vraie Télé Acadienne, est une plateforme de partage de vidéos pour les Acadiens. L'équipe de CapAcadie.com a jugé essentiel de créer une plateforme de ce genre, puisqu'elle estime que les gens du milieu peuvent facilement se perdre dans une mer infinie de contenu anglophone sur d'autres sites Web. CapTV propose une programmation complète, en offrant une grande gamme de canaux amateurs et professionnels. Les producteurs de ces vidéos, tous des gens du milieu, profitent ainsi d'une visibilité accrue chez le public visé (voir 'Situation actuelle'). 
Voici la liste des canaux vedettes offerts sur CapTV :
- Acadieman
- Congrès Mondial Acadien
- Le Réseau de développement économique de l'employabilité
- KBoomTV
- Franco Fête en Acadie
- L'Office National du Film en Acadie
- La Ligue d'improvisation Chaleur
- Le Pays de la Sagouine
- 1755
- Joseph Edgar
- Le Festival acadien de Caraquet
- La Ligue de Hockey Senior de la Côte Nord
- Loui$ la Piastre
- Nos Experts
- J'aime l'art actuel
- CJA Productions
- Ciné Campus
- Klip Com avec Izabelle Desjardins
- J2XF
- Les Loisirs Socioculturels de l'Université de Moncton
- Printemps d'Rire
- La WebTV des Îles

## Situation en 2010
CapAcadie.com rejoint plus de 130 000 individus chaque mois, ce qui représente environ 63 %  de la population francophone du Canada Atlantique. Il se classe au premier rang des sites francophones médiatiques d'importance à l'est du Québec, suivi respectivement de Radio-Canada et de Jminforme.ca . CapAcadie.com occupe le 4e rang d'importance toutes langues confondues.

## Équipe
- Directeur général : André Wilson

- Directeur des ventes : Gilles Haché

- Directeur des technologies : Jason Lavigne

- Pupitreur Web : Patrick Lacelle

- Agente de communications : Joanie Guignard

- Gestionnaire Web : Jean-Michel Godin

- Communications et relations médias : Carol Doucet Communications

- Animateur/Graphiste : Éric Cormier

- Service de publicité : L'Acadie nouvelle

- Service de nouvelles : L'Acadie nouvelle